# HC Letci Letňany
HC Letci Letňany (celým názvem: Hockey Club Letci Letňany) je český klub ledního hokeje, který sídlí v Praze. Založen byl v roce 2001. Klub se soustředí na mládežnické kategorie a od roku 2012 i na mužské soutěže. Po sezóně 2016/17 se celek rozhodl odkoupit druholigovou licenci od týmu HC Technika Brno. V sezónách 2018/19–2020/21 působil v Pražské krajské lize, čtvrté české nejvyšší soutěži ledního hokeje. Na jaře 2021 odkoupil druholigovou licenci od HC BAK Trutnov. Největším úspěchem ve druhé lize byl ročník 2022/2023, tým skončil na prvním místě v základní části skupiny západ, v playoff vypadli až v závěrečném finále proti HC Aptec Orli Znojmo, který postoupil do 1. ligy. Po sezoně 2023/24 oznámil generální manažer Tomáš Divíšek, že do příští sezony se klub nepřihlásí do žádné soutěže a bude se pouze zabývat mládeží.  Letci Letňany se rozhodli přihlásit A-tým do krajské soutěže skupiny Východ, kde v minulé sezoně působil jejich rezervní B-tým. Klubové barvy jsou bordeaux a bílá.
Působí na zimním stadionu bratří Františka a Vojtěcha Kučerových v Letňanech (ICE ARENA Letňany) s kapacitou 550 diváků.

## Úspěchy
Zdroj:
- V sezóně 2009/2010 postoupilo starší dorostenecké družstvo do Extraligy staršího dorostu
- V roce 2014 byli odchovanci klubu Jakub Vrána a Václav Karabáček draftováni do NHL
- V sezónách 2014/2015, 2015/16 a 2016/17 tým mužů vyhrál Pražský krajský přebor
- V sezóně 2015/2016 mladší dorost poprvé postoupil do extraligového play-off
- V sezóně 2016/2017 Jakub Vrána jako první Letec nastoupil v NHL (za Washington Capitals)
- V sezóně 2018/2019 Jakub Vrána jako první Letec vyhrál Stanley cup v NHL (za Washington Capitals)

## Přehled ligové účasti
Stručný přehled
Zdroj:

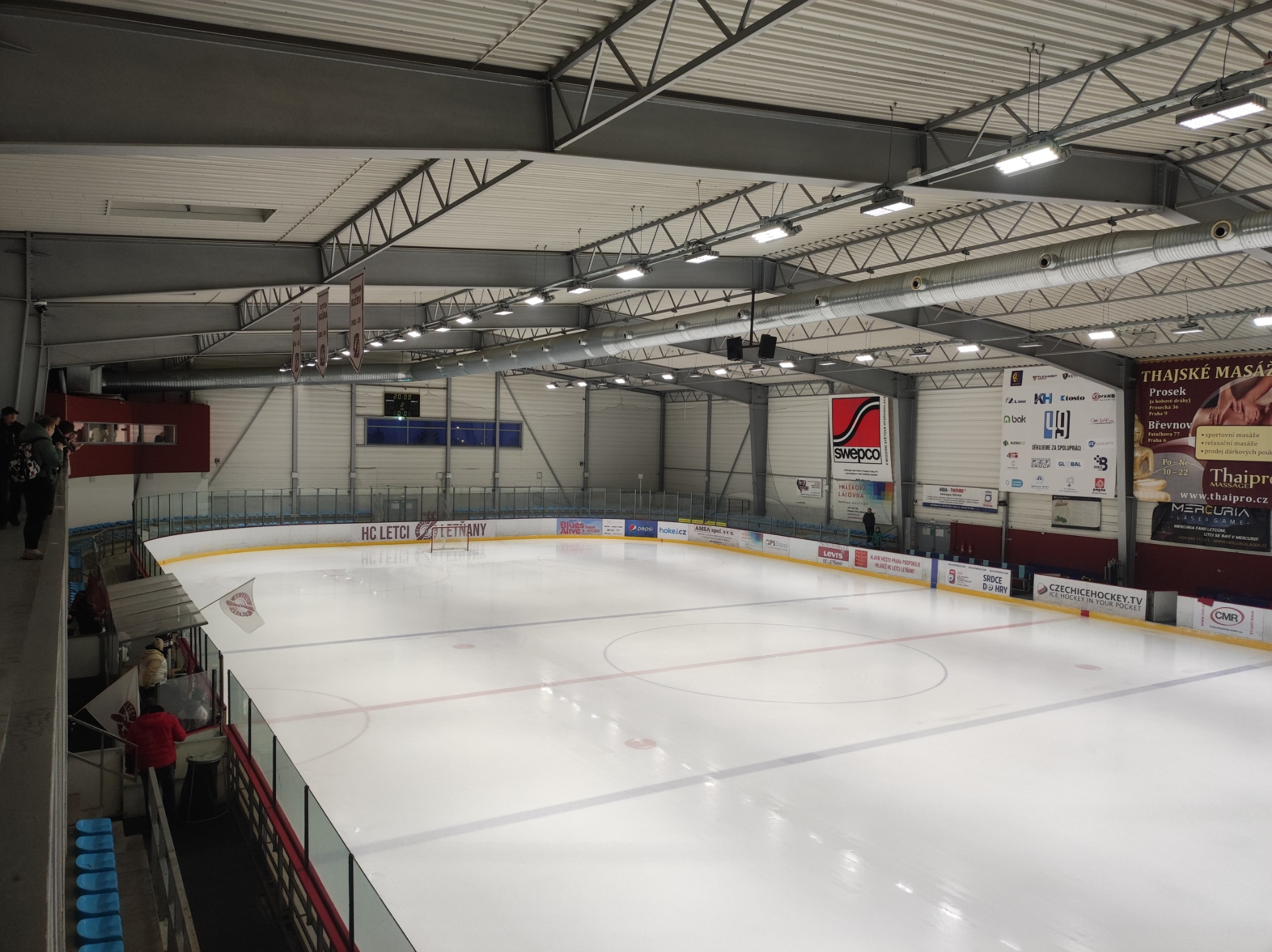
Interiér domácího zimního stadionu

- 2012–2017: Pražská krajská liga (4. ligová úroveň v České republice)
- 2017–2018: 2. liga – sk. Západ (3. ligová úroveň v České republice
- 2019–2021: Pražská krajská liga (4. ligová úroveň v České republice)
- 2021–2022: 2. liga – sk. Sever (3. ligová úroveň v České republice)
- 2022–2024: 2. liga – sk. Západ (3. ligová úroveň v České republice)
- 2024–: Středočeská krajská soutěž – sk. Východ (5. ligová úroveň v České republice)

Jednotlivé ročníky
Zdroj:
Legenda: ZČ - základní část, červené podbarvení - sestup, zelené podbarvení - postup, fialové podbarvení - reorganizace, změna skupiny či soutěže
| Česko (2012 – ) |                                         |           |          |                                                                 |                                    |
| Sezóny          | Soutěž                                  | Úroveň    | ZČ       | Play-off, nadstavba, sk. o udržení...                           | Poznámky                           |
| 2012/13         | Pražská krajská liga                    | 4. úroveň | 3. místo | Finálová skupina (3. místo)                                     |                                    |
| 2013/14         | Pražská krajská liga                    | 4. úroveň | 3. místo | Finálová skupina (3. místo)                                     |                                    |
| 2014/15         | Pražská krajská liga                    | 4. úroveň | 1. místo | Vítěz                                                           | Kvalifikace                        |
| 2015/16         | Pražská krajská liga                    | 4. úroveň | 1. místo | Vítěz                                                           | Kvalifikace                        |
| 2016/17         | Pražská krajská liga                    | 4. úroveň | 1. místo | Vítěz; baráž o 2. ligu (prohra)                                 | Koupě licence od Techniky Brno     |
| 2017/18         | 2. liga – sk. Západ                     | 3. úroveň | 9. místo | Ne                                                              | Změna skupiny                      |
| 2018/19         | Pražská krajská liga                    | 4. úroveň | 7. místo | Vítěz; baráž o 2. ligu (prohra)                                 | Prodej licence do Příbrami         |
| 2019/20         | Pražská krajská liga                    | 4. úroveň | 5. místo |                                                                 | Nedohráno                          |
| 2020/21         | Pražská krajská liga                    | 4. úroveň | –        | sezóna zrušena kvůli pandemii covidu-19                         | koupě licence od HC BAK Trutnov    |
| 2021/22         | 2. liga – sk. Sever                     | 3. úroveň | 1. místo | Finále (prohra 3:4 na zápasy s HC Rodos Dvůr Králové nad Labem) | Změna skupiny                      |
| 2022/23         | 2. liga – sk. Západ                     | 3. úroveň | 1. místo | Finále (prohra 0:4 na zápasy s HC Aptec Orli Znojmo)            |                                    |
| 2023/24         | 2. liga – sk. Západ                     | 3. úroveň | 4. místo | Čtvrtfinále (prohra 0:3 na zápasy s Piráti Chomutov)            | Prodej licence do Velkého Meziříčí |
| 2024/25         | Středočeská krajská soutěž – sk. Východ | 5. úroveň |          |                                                                 |                                    |